# Сан Данијеле-Томбола (Тревизо)
Сан Данијеле-Томбола је насеље у Италији у округу Тревизо, региону Венето.
Према процени из 2011. у насељу је живело 17 становника. Насеље се налази на надморској висини од 232 м.